# Université de Louisville
L'université de Louisville (University of Louisville aussi nommée U of L) est une université publique américaine située dans la ville de Louisville, dans le Kentucky. L'université est également un important centre de recherches dans la région. 
Le centre de recherches médicales de l’université est une référence aux États-Unis et des découvertes comme le premier vaccin contre le cancer HPV provient de là. La première transplantation complète au monde d’un cœur artificiel s’est aussi opérée dans l'université tout comme la première transplantation d'une main. 
L'université est également connue pour ses équipes sportives nommées Cardinals. Elle accueille des étudiants provenant de 118 des 120 comtés du Kentucky, de tous les États du pays et de 116 pays à travers le monde. Environ 80 % des étudiants proviennent de l’État du Kentucky. Le reste provient en grande partie de l’État voisin de l’Indiana. Les 116 pays sont représentés dans l'ordre du nombre d'étudiants par le Panamá, la Chine, l'Inde, l'Égypte et le Canada.

## Cursus

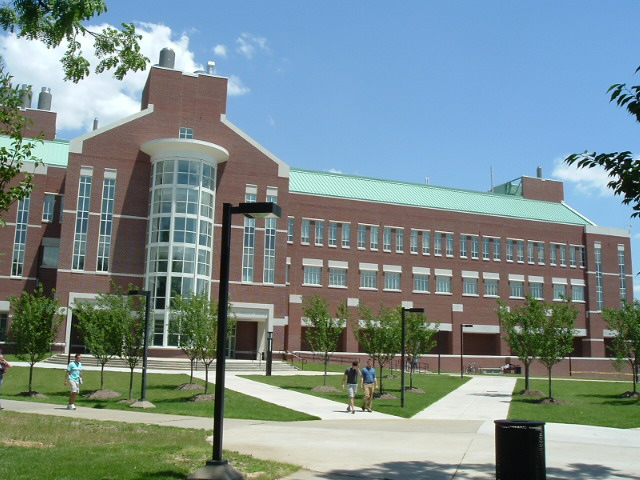
Centre de recherche Belknap terminé en 2005

L'université offre des diplômes de bachelier dans 70 domaines, des diplômes de masters dans 78 domaines et de doctorats dans 22 domaines. Les critères d’admission sont considérés comme très rigoureux et sélectifs.
Ses écoles de commerce, de chirurgie dentaire et de droit sont classées parmi les meilleures écoles du pays. Les études d'ingénierie et musicales sont également renommées dans le pays.

## Historique
L'université a été fondée en 1798, lorsque l'assemblée générale du Kentucky décide d'implanter un établissement d'enseignement supérieur dans la toute nouvelle ville de Louisville, sur un terrain de 24 km2.
Le 3 avril 1798, des fonds sont levés pour lancer l'école alors connue sous le nom de Jefferson Seminary. L'école ouvre seulement en 1813, en proposant des cours secondaires. L'école doit néanmoins fermer ses portes en 1829. En 1837, le conseil municipal de Louisville fonde l'institut médical de Louisville.

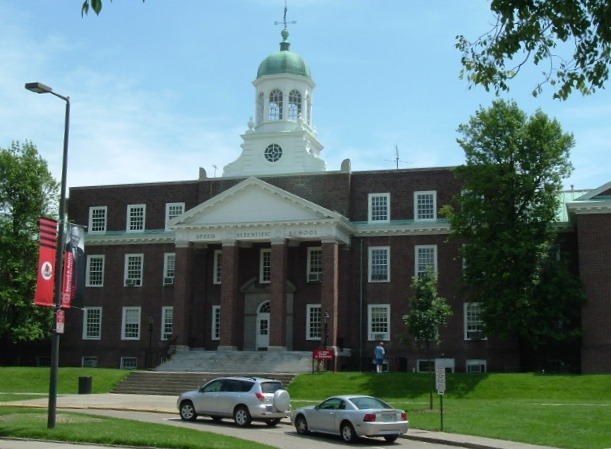
L'école d'ingénieurs J.B. Speed School of Engineering.

En 1846, l'institut de médecine fusionne avec le Louisville Collegiate Institution et une école de droit est également créée. D'autres facultés apparaissent rapidement au XXe siècle en ingénierie, en chirurgie dentaire, en musique, en aide sociale…
En 1931, l'université fusionne avec l'école pour noirs Louisville Municipal College dans un but de déségrégation, mais ce n'est qu'en 1951 que le collège fusionne réellement avec le reste des entités. Dans la seconde moitié du XXe siècle, des facultés de commerce, d'éducation et d'administration voient le jour.
L'université était à ce jour une université privée et ce n'est qu'au début des années 1960 que des discussions prennent forme pour en faire une université publique. Elle ne devient publique qu'en 1970 grâce à la poussée de l'ancien étudiant de l'université, devenu gouverneur du Kentucky, Louie Nunn. L'université maintenant publique souffre au début quelque peu du manque de fonds. Des facultés en infirmerie et en administration publique apparurent toutefois.
John Shumaker devient président de l'université en 1995. Il peut lever d'énormes fonds en faveur de l'université. En 1997, des infrastructures sportives sont ajoutées près des campus. Le taux de rétention a depuis augmenté et des bâtiments dans le domaine des nanotechnologies et de la recherche médicale ont été ajoutés.

### Facultés

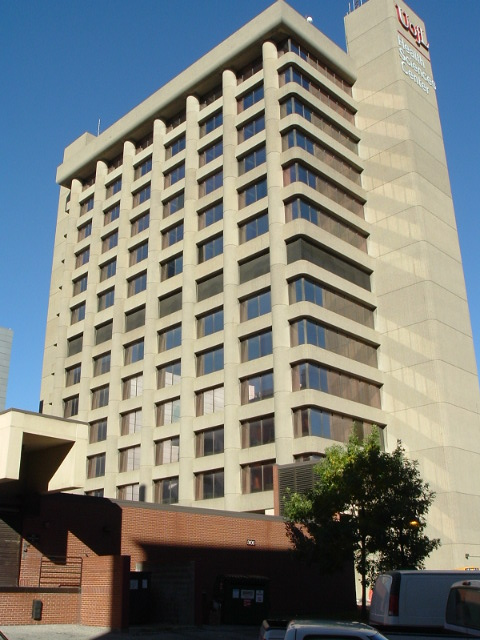
Medical Research Tower

L'université est aujourd'hui composée de 12 facultés :
- (en) School of Medicine (1837)
- (en) Louis D. Brandeis School of Law (1846)
- (en) School of Dentistry (1887)
- (en) College of Arts and Sciences (1907)
- (en) Graduate School (1918)
- (en) J. B. Speed School of Engineering (1925)
- (en) School of Music (1932)
- (en) Kent School of Social Work (1936)
- (en) College of Business (1953)
- (en) College of Education and Human Development (1968)
- (en) School of Public Health and Information Sciences (1968)
- (en) School of Nursing (1979)

## Campus
L'université possède trois campus.

### Belknap Campus

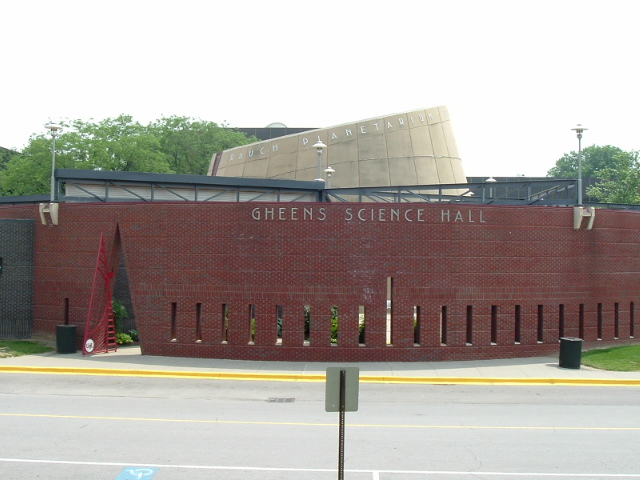
Le planétarium Rauch

Acquis en 1923, le Belknap Campus (prononcé « Bel-nap » sans le K) est le campus principal de l'université. Il se trouve à environ 5 km du centre-ville à proximité du Old Louisville. Il abrite sept des douze facultés. Les plus grands bâtiments (11 étages) du campus sont les University Tower et Unitas Tower.

### Health Sciences Center
Le second campus abrite la majorité des infrastructures médicales de l'université. Il est situé à proximité de trois hôpitaux et il abrite les cinq dernières facultés. Il s'agit du bâtiment d'origine de l'université. Il accueille plusieurs bâtiments dont le Medical Research Tower (14 étages) et un hôpital universitaire (11 étages). La faculté travaille avec les hôpitaux voisins et agit également dans d'autres localités du Kentucky.

### Shelby Campus
Le Shelby Campus est situé à l'est de Louisville. Il possède trois bâtiments qui proposent des cours du soir et des séminaires.

## Fraternités et sororités

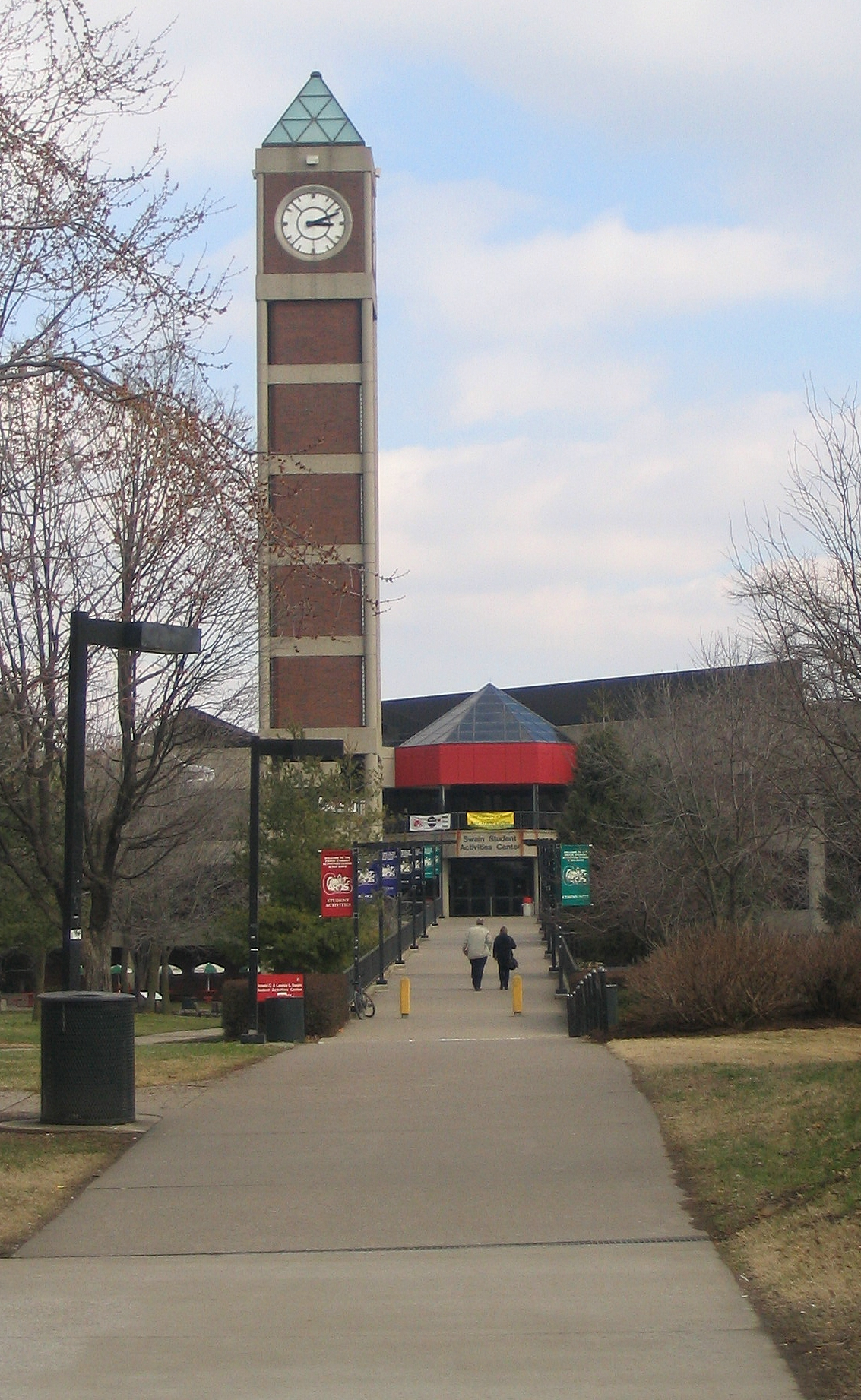
Horloge de l'Université de Louisville

### Sororités
- Sigma Kappa 1922 Chapter Alpha Theta
- Pi Beta Phi 1925 Chapter Kentucky Alpha
- Delta Phi Epsilon 1927 (fermée depuis 1951)
- Zeta Tau Alpha 1927 (fermée depuis 1977)
- Kappa Delta 1928 Chapter Alpha Xi
- Delta Zeta 1928 Chapter Beta Gamma
- Chi Omega 1929 Chapter Beta Gamma
- Alpha Omicron Pi 1983 Chapter Pi Alpha
- Alpha Sigma Kappa 2000 Chapter Gamma
- Alpha Kappa Alpha Chapter Beta Epsilon
- Sigma Gamma Rho
- Zeta Phi Beta Chapter Delta Theta

### Fraternités
- Beta Theta Pi 1971 Chapter Delta Pi
- Delta Upsilon 1949 Chapter Sigma Chi Sigma
- Kappa Alpha Psi
- Kappa Sigma 1983 Chapter Mu Eta
- Lambda Chi Alpha 1948 Chapter Zeta Sigma Zeta
- Pi Kappa Alpha 1993 Chapter Kappa Zeta
- Phi Delta Theta 2007 Chapter Kentucky Iota
- Phi Kappa Tau 1947 Chapter Beta Beta
- Sigma Alpha Epsilon 1999 Chapter Kentucky Sigma
- Sigma Chi 1989 Chapter Iota Lambda
- Sigma Phi Epsilon 1947 Chapter Kentucky Beta
- Tau Kappa Epsilon 1942 Chapter Alpha Chi
- Triangle 1941 Chapter Louisville

## Sports

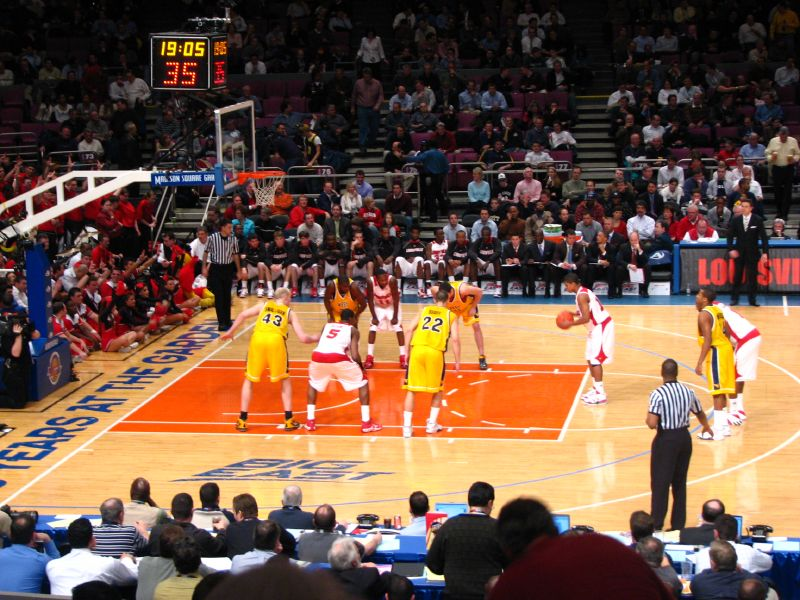
Les Cardinals de Louisville (rouge et blanc) contre les Mountaineers de la Virginie-Occidentale au Madison Square Garden, en 2007

Les Cardinals de Louisville ont rejoint l'Atlantic Coast Conference depuis juillet 2014, après 9 ans passé dans la Big East Conference. L'université est surtout connue pour son équipe de basket-ball masculine et pour son équipe de volley-ball féminine. L'équipe de basket rapporte chaque année 18,5 millions de dollars de revenus, grâce au merchandising.